# Округ Логан (Оклахома)
Округ Логан (енгл. Logan County) је округ у америчкој савезној држави Оклахома.

## Демографија
По попису из 2010. године број становника је 41.848, што је 7.924 (23,4%) становника више него 2000. године.
| Група             | 2000.          | 2010.          |
| Белци             | 27.225 (80,3%) | 32.864 (78,5%) |
| Афроамериканци    | 3.739 (11,0%)  | 3.804 (9,1%)   |
| Азијати           | 115 (0,3%)     | 195 (0,5%)     |
| Хиспаноамериканци | 987 (2,9%)     | 2.170 (5,2%)   |
| Укупно            | 33.924         | 41.848         |